# パリ・マッチ
パリ・マッチ（Paris Match）は、フランスの写真週刊誌。

## 概要
当初1938年にジャン・プルヴォストによりスポーツ誌「マッチ」として発行していたが、1940年6月に休刊。1949年に現名称で発刊 。現在はアシェット・フィリパッキ・メディアが発行している。

## 発行部数
最盛期は1958年に180万部を発行していた。現在では約58万部が売れているという。